# Panique au Plazza
Panique au Plazza (Out of Order) est une pièce de théâtre de Ray Cooney représentée en 1990.

## Argument
Alors qu'il est marié et devrait assister à une session nocturne de l'Assemblée nationale, Philippe Coïk, (fictif) ministre du gouvernement Juppé, retrouve à l'hôtel Ségolène Benamou, (fictive) chargée de communication de Lionel Jospin. Quand les amants se retrouvent avec un cadavre sur les bras, un vent de panique commence à souffler dans l'ambiance feutrée de l'Hôtel Plazza.

## Adaptations
- 1996 : adaptation de la pièce par Christian Clavier et Jean-Marie Poiré, mise en scène de Pierre Mondy, au Théâtre Marigny.
- 2002 : reprise au Théâtre des Variétés le 15 janvier

| Rôle                                           | 1996                 | 2002                 |
| ---------------------------------------------- | -------------------- | -------------------- |
| Jean-Louis Bonnot, secrétaire de monsieur Coïk | Christian Clavier    | Éric Métayer         |
| Philippe Coïk                                  | Gérard Lartigau      | Martin Lamotte       |
| Ségolène Benamou                               | Élisa Servier        | Arièle Semenoff      |
| Bernard Hugo, room service                     | Angelo Bardi         | Julien Cafaro        |
| Le directeur de l'hôtel                        | Christian Pereira    | Franck de Lapersonne |
| Franck Benamou                                 | Frédéric Berthelot   | Jean-Philippe Beche  |
| Arielle Coïk                                   | Consuelo de Haviland |                      |
| Roland Dubu, détective                         | Louis Charles Finger | Olivier Lecoq        |
| Arlette Morillo, infirmière                    | Magali Leris         | Stéphanie Lagarde    |
| Concepción, femme de chambre                   | Joséphine Petrilli   | Véronique Hubert     |